# Bromur de beril·li
Bromur de beril·li és un compost químic inorgànic de beril·li i brom de fórmula química BeBr₂.

## Preparació i reaccions
Aquest compost fou preparat per primera vegada el 1828 per Friedrich Wöhler per acció de vapors de brom sobre el beril·li metàl·lic i també sobre una mescla de carbó i òxid de beril·li. Joachim L.E. Berthemot, el 1831, l'obtingué en dissolució de l'òxid de beril·li en àcid bromhídric, i Humpridge, el 1883, el sintetitzà a partir de l'acció de brom sec sobre una mescla d'òxid de beril·li i carbó.
Actualment es prepara mitjançant la reacció original de Wöhler entre 500 °C i 700 °C:{\displaystyle Be\,+\,Br_{2}\,\longrightarrow \,BeBr_{2}}o per l'acció del bromur d'hidrogen en estat gas o en dissolució (àcid bromhídric) sobre l'òxid de beril·li:
{\displaystyle BeO\,+\,HBr\,\longrightarrow \,BeBr_{2}\,+\,H_{2}O}

## Propietats
El seu punt de fusió està al voltant dels 490 °C que fon i sublima. Pot fondre per sota aquesta temperatura. Fus, el bromur de beril·li no és conductor del corrent elèctric, la qual cosa indica de que no és un compost iònic. Reacciona molt ràpidament amb aigua i desprèn bromur d'hidrogen. És soluble en etanol i forma composts cristal·lins amb ell. Es combina amb amoníac i amb bases orgàniques.